# Аджа (мова)
Аджа — мова, що належить до нігеро-конголезької макросімʼї, вольта-нігерської сімʼї. Поширена в Беніні (департаменти Куффо, Моно, Зу) і Того (регіони Плато і Приморський). В Беніні вивчається в початковій школі; виходять газети і радіопередачі.

## Писемність
В Беніні латинська абетка для мови аджа має наступний вигляд.
| A a | B b | C c  | D d | Ɖ ɖ | E e | Ɛ ɛ | F f | G g | Gb gb | Ɣ ɣ |
| --- | --- | ---- | --- | --- | --- | --- | --- | --- | ----- | --- |
| /a/ | /b/ | /t͡ʃ/ | /d/ | /ɖ/ | /e/ | /ɛ/ | f/  | /g/ | /ɡ͡b/  | /ɣ/ |

| H h | Hw hw | I i | J j  | K k | Kp kp | L l | M m | N n | Ny ny | Ŋ ŋ | O o | Ɔ ɔ |
| --- | ----- | --- | ---- | --- | ----- | --- | --- | --- | ----- | --- | --- | --- |
| /h/ | /hʷ/  | /i/ | /d͡ʒ/ | /k/ | /k͡p/  | /l/ | /m/ | /n/ | /ɲ/   | /ŋ/ | /o/ | /ɔ/ |

| P p | R r | S s | Sh sh | T t | U u | V v | W w | X x | Xw xw | Y y | Z z | Ʒ ʒ |
| --- | --- | --- | ----- | --- | --- | --- | --- | --- | ----- | --- | --- | --- |
| /p/ | /r/ | /s/ | /ʃ/   | /t/ | /u/ | /v/ | /w/ | /x/ | /xʷ/  | /j/ | /z/ | /ʒ/ |

- Високий тон позначається написанням акута (´) на буквою для голосного[3].
- Довгі голосні передаються подвоєнням букв для голосних[4].
- Носові голосні передаються написанням букви n після букви для голосного: an [ã], ɛn [ɛ̃], in [ĩ], ɔn [ɔ̃], un [ũ]. Голосні [e] і [o] носовими бути не можуть[5].